# Andranomavo
Andranomavo is een plaats en commune in het noordwesten van Madagaskar, behorend tot het district Soalala, dat gelegen is in de regio Boeny. Tijdens een volkstelling in 2001 telde de plaats 27.000 inwoners.
Bij de plaats bevindt zich een lokaal vliegveld. De plaats biedt naast lager onderwijs ook middelbaar onderwijs aan. 90 % van de bevolking werkt als landbouwer. De belangrijkste landbouwproducten zijn rijst en raffia; andere belangrijke producten zijn suikerriet en maniok. Verder is 10% actief in de dienstensector.